# Actinothuidium hookeri
Actinothuidium hookeri là một loài Rêu trong họ Thuidiaceae. Loài này được (Mitt.) Broth. mô tả khoa học đầu tiên năm 1908.